# Bahnstrecke Marton–New Plymouth
| Bahnhof Waverley |                                    |                                                |                                                |
| Streckenlänge: | 213 km                             |                                                |                                                |
| Spurweite: | 1067 mm (Kapspur)                  |                                                |                                                |
| Maximale Neigung: | ursprünglich: 35,7 ‰ heute: 14,3 ‰ |                                                |                                                |
| |                                    |                                                |                                                |
| \| \| \| North Island Main Trunk Railway von Wellington \| \| \| \| 0,0 \| Marton \| Marton \| \| \| \| North Island Main Trunk Railway nach Auckland \| \| \| \| \| Pukepapa \| \| \| \| 7,87 \| Bonny Glenn \| Bonny Glenn \| \| \| \| Turakina Platform \| \| \| \| 16,99 \| Turakina \| Turakina \| \| \| \| \| \| \| \| \| Ratana \| \| \| \| \| Wangaehu \| \| \| \| \| Bakers Crossing \| \| \| \| \| Fordell \| \| \| \| \| Turakina Tunnel (2091 m) \| \| \| \| 20,87 \| Whangaehu \| Whangaehu \| \| \| \| Tunnel 2 \| \| \| \| \| Fordell Tunnel (1459 m) \| \| \| \| 28,70 \| Fordell \| Fordell \| \| \| \| \| \| \| \| 35,56 \| Okoia \| Okoia \| \| \| 41,32 \| East Town \| East Town \| \| \| 41,32 \| East Town Bahnbetriebswerk \| East Town Bahnbetriebswerk \| \| \| 42,27 \| Poutini Street \| Poutini Street \| \| \| \| Wanganui River \| \| \| \| \| \| \| \| \| 7,0 \| St. Johns \| St. Johns \| \| \| \| \| \| \| \| 5,0 \| Wanganui \| Wanganui \| \| \| \| Wanganui (Taupo Quay) \| \| \| \| \| Prince Street \| \| \| \| \| Gilberd Street \| \| \| \| \| Wharf Street \| \| \| \| 0,0 \| Castlecliff (Hafen) \| Castlecliff (Hafen) \| \| \| \| \| \| \| \| 42,88 \| Aramoho \| Aramoho \| \| \| 49,33 \| Westmere \| Westmere \| \| \| \| \| \| \| \| \| Tunnel 4 \| \| \| \| \| \| \| \| \| 57,76 \| Kai Iwi \| Kai Iwi \| \| \| 64,69 \| Maxwell (Okehu) \| Maxwell (Okehu) \| \| \| 71,97 \| Nukumaru \| Nukumaru \| \| \| 76,71 \| Waitotara \| Waitotara \| \| \| 85,47 \| Moumahaki \| Moumahaki \| \| \| 89,91 \| Waverley \| Waverley \| \| \| 92,54 \| Waverley Racecourse \| Waverley Racecourse \| \| \| 96,46 \| Rangikura \| Rangikura \| \| \| 103,83 \| Pātea \| Pātea \| \| \| \| Pariroa Pa \| \| \| \| 111,11 \| Kakaramea \| Kakaramea \| \| \| 113,73 \| Ball Road \| Ball Road \| \| \| 116,54 \| Manutahi \| Manutahi \| \| \| 122,68 \| Mokoia \| Mokoia \| \| \| 130,10 \| Whareroa \| Whareroa \| \| \| 132,97 \| Hawera \| Hawera \| \| \| 135,03 \| Hawera Racecourse \| Hawera Racecourse \| \| \| 137,40 \| Normanby Ext. \| Normanby Ext. \| \| \| 138,52 \| Normanby \| Normanby \| \| \| 143,23 \| Boylan Road \| Boylan Road \| \| \| 144,03 \| Te Roti \| Te Roti \| \| \| 35,54 \| Ōpunake \| Ōpunake \| \| \| 32,16 \| Waiteika \| Waiteika \| \| \| 28,86 \| Punehu \| Punehu \| \| \| 26,41 \| Pihama \| Pihama \| \| \| 19,11 \| Auroa Road \| Auroa Road \| \| \| 16,17 \| Mangawhero Road \| Mangawhero Road \| \| \| 10,86 \| Kapuni \| Kapuni \| \| \| 8,10 \| Palmer Road \| Palmer Road \| \| \| 6,31 \| Duthie Road \| Duthie Road \| \| \| 4,04 \| Matapu \| Matapu \| \| \| \| Waingongoro \| \| \| \| \| \| \| \| \| 149,20 \| Neil Road \| Neil Road \| \| \| 151,87 \| Eltham \| Eltham \| \| \| 156,19 \| Ngaere \| Ngaere \| \| \| 160,77 \| Bahnstrecke Stratford–Okahukura \| Bahnstrecke Stratford–Okahukura \| \| \| 161,25 \| Stratford (Güterbahnhof) \| Stratford (Güterbahnhof) \| \| \| \| Stratford \| \| \| \| 167,70 \| Midhirst \| Midhirst \| \| \| 169,55 \| Manganui \| Manganui \| \| \| 170,15 \| Waipuku \| Waipuku \| \| \| \| Mt. Egmont-Zweigstrecke (1908–1951) \| \| \| \| 174,30 \| Tariki \| Tariki \| \| \| 178,40 \| Norfolk Road \| Norfolk Road \| \| \| 180,45 \| Durham Road \| Durham Road \| \| \| 183,45 \| Inglewood \| Inglewood \| \| \| 190,65 \| Waiongona \| Waiongona \| \| \| 191,96 \| Mangapapa \| Mangapapa \| \| \| 192,36 \| Aikenhead \| Aikenhead \| \| \| 195,03 \| Lepperton \| Lepperton \| \| \| 0,00 195,58 \| Lepperton Junction \| Lepperton Junction \| \| \| \| \| \| \| \| \| \| \| \| \| \| Kaipakopako \| \| \| \| 1,78 \| Sentry Hill \| Sentry Hill \| \| \| 4,35 \| Waitara Road \| Waitara Road \| \| \| 7,06 \| Waitara \| Waitara \| \| \| 199,50 \| Corbett Road \| Corbett Road \| \| \| \| Bell Block \| \| \| \| \| Egmont Road \| \| \| \| 204,81 \| New Plymouth (Smart Road) \| New Plymouth (Smart Road) \| \| \| \| \| \| \| \| 207,46 \| Eliot Street \| Eliot Street \| \| \| 206,84 \| Fitzroy \| Fitzroy \| \| \| \| \| \| \| \| 208,93 \| New Plymouth \| New Plymouth \| \| \| \| Moturoa \| \| \| \| 212,67 \| Breakwater (Hafen) \| Breakwater (Hafen) \| \| \| \| \| \| \| Quellen: [1] \| \| \| \| |                                    |                                                |                                                |
| Strecke |                                    | North Island Main Trunk Railway von Wellington | North Island Main Trunk Railway von Wellington |
| Bahnhof | 0,0                                | Marton                                         | Marton                                         |
| Abzweig geradeaus und nach rechts |                                    | North Island Main Trunk Railway nach Auckland  | North Island Main Trunk Railway nach Auckland  |
| ehemaliger Bahnhof |                                    | Pukepapa                                       | Pukepapa                                       |
| ehemaliger Bahnhof | 7,87                               | Bonny Glenn                                    | Bonny Glenn                                    |
| ehemaliger Haltepunkt / Haltestelle |                                    | Turakina Platform                              | Turakina Platform                              |
| ehemaliger Bahnhof | 16,99                              | Turakina                                       | Turakina                                       |
| Abzweig geradeaus und ehemals nach links · Strecke von rechts (außer Betrieb) |                                    |                                                |                                                |
| Strecke · Bahnhof (Strecke außer Betrieb) |                                    | Ratana                                         | Ratana                                         |
| Strecke · Bahnhof (Strecke außer Betrieb) |                                    | Wangaehu                                       | Wangaehu                                       |
| Strecke · Bahnhof (Strecke außer Betrieb) |                                    | Bakers Crossing                                | Bakers Crossing                                |
| Strecke · Bahnhof (Strecke außer Betrieb) |                                    | Fordell                                        | Fordell                                        |
| Tunnel · Strecke (außer Betrieb) |                                    | Turakina Tunnel (2091 m)                       | Turakina Tunnel (2091 m)                       |
| Dienststation / Betriebs- oder Güterbahnhof · Strecke (außer Betrieb) | 20,87                              | Whangaehu                                      | Whangaehu                                      |
| Tunnel · Strecke (außer Betrieb) |                                    | Tunnel 2                                       | Tunnel 2                                       |
| Tunnel · Strecke (außer Betrieb) |                                    | Fordell Tunnel (1459 m)                        | Fordell Tunnel (1459 m)                        |
| ehemaliger Bahnhof · Strecke (außer Betrieb) | 28,70                              | Fordell                                        | Fordell                                        |
| Abzweig geradeaus und ehemals von links · Strecke nach rechts (außer Betrieb) |                                    |                                                |                                                |
| ehemaliger Bahnhof | 35,56                              | Okoia                                          | Okoia                                          |
| Dienststation / Betriebs- oder Güterbahnhof | 41,32                              | East Town                                      | East Town                                      |
| ehemaliger Dienststation / Betriebs- oder Güterbahnhof | 41,32                              | East Town Bahnbetriebswerk                     | East Town Bahnbetriebswerk                     |
| ehemaliger Bahnhof | 42,27                              | Poutini Street                                 | Poutini Street                                 |
| Brücke über Wasserlauf |                                    | Wanganui River                                 | Wanganui River                                 |
| Strecke von links · Abzweig geradeaus, nach rechts und ehemals von rechts |                                    |                                                |                                                |
| Strecke · ehemaliger Bahnhof | 7,0                                | St. Johns                                      | St. Johns                                      |
| Strecke · Abzweig ehemals geradeaus, nach links und ehemals von links · Strecke von rechts |                                    |                                                |                                                |
| Strecke · Kopfbahnhof Streckenende (Strecke außer Betrieb) · Strecke | 5,0                                | Wanganui                                       | Wanganui                                       |
| Strecke · Dienststation / Betriebs- oder Güterbahnhof |                                    | Wanganui (Taupo Quay)                          | Wanganui (Taupo Quay)                          |
| Strecke · Blockstelle |                                    | Prince Street                                  | Prince Street                                  |
| Strecke · Betriebsstelle Strecke ab hier außer Betrieb |                                    | Gilberd Street                                 | Gilberd Street                                 |
| Strecke · Blockstelle (Strecke außer Betrieb) |                                    | Wharf Street                                   | Wharf Street                                   |
| Strecke · Betriebs-/Güterbahnhof Streckenende (Strecke außer Betrieb) | 0,0                                | Castlecliff (Hafen)                            | Castlecliff (Hafen)                            |
| Strecke nach links · Strecke von rechts |                                    |                                                |                                                |
| Dienststation / Betriebs- oder Güterbahnhof | 42,88                              | Aramoho                                        | Aramoho                                        |
| ehemaliger Bahnhof | 49,33                              | Westmere                                       | Westmere                                       |
| Abzweig geradeaus und ehemals nach links · Strecke von rechts (außer Betrieb) |                                    |                                                |                                                |
| Strecke · Tunnel (Strecke außer Betrieb) |                                    | Tunnel 4                                       | Tunnel 4                                       |
| Abzweig geradeaus und ehemals von links · Strecke nach rechts (außer Betrieb) |                                    |                                                |                                                |
| Dienststation / Betriebs- oder Güterbahnhof | 57,76                              | Kai Iwi                                        | Kai Iwi                                        |
| ehemaliger Bahnhof | 64,69                              | Maxwell (Okehu)                                | Maxwell (Okehu)                                |
| ehemaliger Bahnhof | 71,97                              | Nukumaru                                       | Nukumaru                                       |
| Dienststation / Betriebs- oder Güterbahnhof | 76,71                              | Waitotara                                      | Waitotara                                      |
| ehemaliger Bahnhof | 85,47                              | Moumahaki                                      | Moumahaki                                      |
| Dienststation / Betriebs- oder Güterbahnhof | 89,91                              | Waverley                                       | Waverley                                       |
| ehemaliger Bahnhof | 92,54                              | Waverley Racecourse                            | Waverley Racecourse                            |
| ehemaliger Bahnhof | 96,46                              | Rangikura                                      | Rangikura                                      |
| Dienststation / Betriebs- oder Güterbahnhof | 103,83                             | Pātea                                          | Pātea                                          |
| ehemaliger Bahnhof |                                    | Pariroa Pa                                     | Pariroa Pa                                     |
| ehemaliger Bahnhof | 111,11                             | Kakaramea                                      | Kakaramea                                      |
| ehemaliger Bahnhof | 113,73                             | Ball Road                                      | Ball Road                                      |
| Dienststation / Betriebs- oder Güterbahnhof | 116,54                             | Manutahi                                       | Manutahi                                       |
| ehemaliger Bahnhof | 122,68                             | Mokoia                                         | Mokoia                                         |
| Dienststation / Betriebs- oder Güterbahnhof | 130,10                             | Whareroa                                       | Whareroa                                       |
| ehemaliger Dienststation / Betriebs- oder Güterbahnhof | 132,97                             | Hawera                                         | Hawera                                         |
| ehemaliger Bahnhof | 135,03                             | Hawera Racecourse                              | Hawera Racecourse                              |
| ehemaliger Bahnhof | 137,40                             | Normanby Ext.                                  | Normanby Ext.                                  |
| ehemaliger Dienststation / Betriebs- oder Güterbahnhof | 138,52                             | Normanby                                       | Normanby                                       |
| ehemaliger Bahnhof | 143,23                             | Boylan Road                                    | Boylan Road                                    |
| ehemaliger Bahnhof | 144,03                             | Te Roti                                        | Te Roti                                        |
| Strecke · Kopfbahnhof Streckenanfang (Strecke außer Betrieb) | 35,54                              | Ōpunake                                        | Ōpunake                                        |
| Strecke · Bahnhof (Strecke außer Betrieb) | 32,16                              | Waiteika                                       | Waiteika                                       |
| Strecke · Bahnhof (Strecke außer Betrieb) | 28,86                              | Punehu                                         | Punehu                                         |
| Strecke · Bahnhof (Strecke außer Betrieb) | 26,41                              | Pihama                                         | Pihama                                         |
| Strecke · Bahnhof (Strecke außer Betrieb) | 19,11                              | Auroa Road                                     | Auroa Road                                     |
| Strecke · Bahnhof (Strecke außer Betrieb) | 16,17                              | Mangawhero Road                                | Mangawhero Road                                |
| Strecke · ehemaliger Kopfbahnhof Strecke bis hier außer Betrieb | 10,86                              | Kapuni                                         | Kapuni                                         |
| Strecke · ehemaliger Bahnhof | 8,10                               | Palmer Road                                    | Palmer Road                                    |
| Strecke · ehemaliger Bahnhof | 6,31                               | Duthie Road                                    | Duthie Road                                    |
| Strecke · ehemaliger Bahnhof | 4,04                               | Matapu                                         | Matapu                                         |
| Strecke · Brücke über Wasserlauf |                                    | Waingongoro                                    | Waingongoro                                    |
| Abzweig geradeaus und von links · Strecke nach rechts |                                    |                                                |                                                |
| ehemaliger Bahnhof | 149,20                             | Neil Road                                      | Neil Road                                      |
| Dienststation / Betriebs- oder Güterbahnhof | 151,87                             | Eltham                                         | Eltham                                         |
| ehemaliger Bahnhof | 156,19                             | Ngaere                                         | Ngaere                                         |
| Abzweig geradeaus, ehemals nach rechts und ehemals von rechts | 160,77                             | Bahnstrecke Stratford–Okahukura                | Bahnstrecke Stratford–Okahukura                |
| Dienststation / Betriebs- oder Güterbahnhof | 161,25                             | Stratford (Güterbahnhof)                       | Stratford (Güterbahnhof)                       |
| ehemaliger Bahnhof |                                    | Stratford                                      | Stratford                                      |
| ehemaliger Bahnhof | 167,70                             | Midhirst                                       | Midhirst                                       |
| ehemaliger Bahnhof | 169,55                             | Manganui                                       | Manganui                                       |
| ehemaliger Bahnhof | 170,15                             | Waipuku                                        | Waipuku                                        |
| Abzweig geradeaus und ehemals nach links |                                    | Mt. Egmont-Zweigstrecke (1908–1951)            | Mt. Egmont-Zweigstrecke (1908–1951)            |
| ehemaliger Bahnhof | 174,30                             | Tariki                                         | Tariki                                         |
| ehemaliger Bahnhof | 178,40                             | Norfolk Road                                   | Norfolk Road                                   |
| ehemaliger Bahnhof | 180,45                             | Durham Road                                    | Durham Road                                    |
| ehemaliger Bahnhof | 183,45                             | Inglewood                                      | Inglewood                                      |
| ehemaliger Bahnhof | 190,65                             | Waiongona                                      | Waiongona                                      |
| ehemaliger Bahnhof | 191,96                             | Mangapapa                                      | Mangapapa                                      |
| ehemaliger Bahnhof | 192,36                             | Aikenhead                                      | Aikenhead                                      |
| ehemaliger Bahnhof | 195,03                             | Lepperton                                      | Lepperton                                      |
| Dienststation / Betriebs- oder Güterbahnhof | 0,00 195,58                        | Lepperton Junction                             | Lepperton Junction                             |
| Strecke von links · Abzweig geradeaus und nach rechts |                                    |                                                |                                                |
| Abzweig geradeaus, ehemals nach links und ehemals von links · Abzweig geradeaus und ehemals von rechts |                                    |                                                |                                                |
| Strecke · ehemaliger Bahnhof |                                    | Kaipakopako                                    | Kaipakopako                                    |
| ehemaliger Bahnhof · Strecke | 1,78                               | Sentry Hill                                    | Sentry Hill                                    |
| Dienststation / Betriebs- oder Güterbahnhof · Strecke | 4,35                               | Waitara Road                                   | Waitara Road                                   |
| Betriebs-/Güterbahnhof Streckenende · Strecke | 7,06                               | Waitara                                        | Waitara                                        |
| ehemaliger Bahnhof | 199,50                             | Corbett Road                                   | Corbett Road                                   |
| ehemaliger Bahnhof |                                    | Bell Block                                     | Bell Block                                     |
| ehemaliger Bahnhof |                                    | Egmont Road                                    | Egmont Road                                    |
| Dienststation / Betriebs- oder Güterbahnhof | 204,81                             | New Plymouth (Smart Road)                      | New Plymouth (Smart Road)                      |
| Abzweig geradeaus und ehemals nach links · Strecke von rechts (außer Betrieb) |                                    |                                                |                                                |
| Strecke · Bahnhof (Strecke außer Betrieb) | 207,46                             | Eliot Street                                   | Eliot Street                                   |
| ehemaliger Bahnhof · Strecke (außer Betrieb) | 206,84                             | Fitzroy                                        | Fitzroy                                        |
| Abzweig geradeaus und ehemals von links · Strecke nach rechts (außer Betrieb) |                                    |                                                |                                                |
| ehemaliger Bahnhof | 208,93                             | New Plymouth                                   | New Plymouth                                   |
| ehemaliger Bahnhof |                                    | Moturoa                                        | Moturoa                                        |
| Betriebs-/Güterbahnhof Streckenende | 212,67                             | Breakwater (Hafen)                             | Breakwater (Hafen)                             |
| |                                    |                                                |                                                |
| Quellen: |                                    |                                                |                                                |

Die Bahnstrecke Marton–New Plymouth (Marton–New Plymouth Line) ist eine eingleisige, nicht elektrifizierte Bahnstrecke und schließt New Plymouth an die North Island Main Trunk Railway an, die wichtigste Bahnstrecke auf der Nordinsel von Neuseeland.

## Geografische Lage

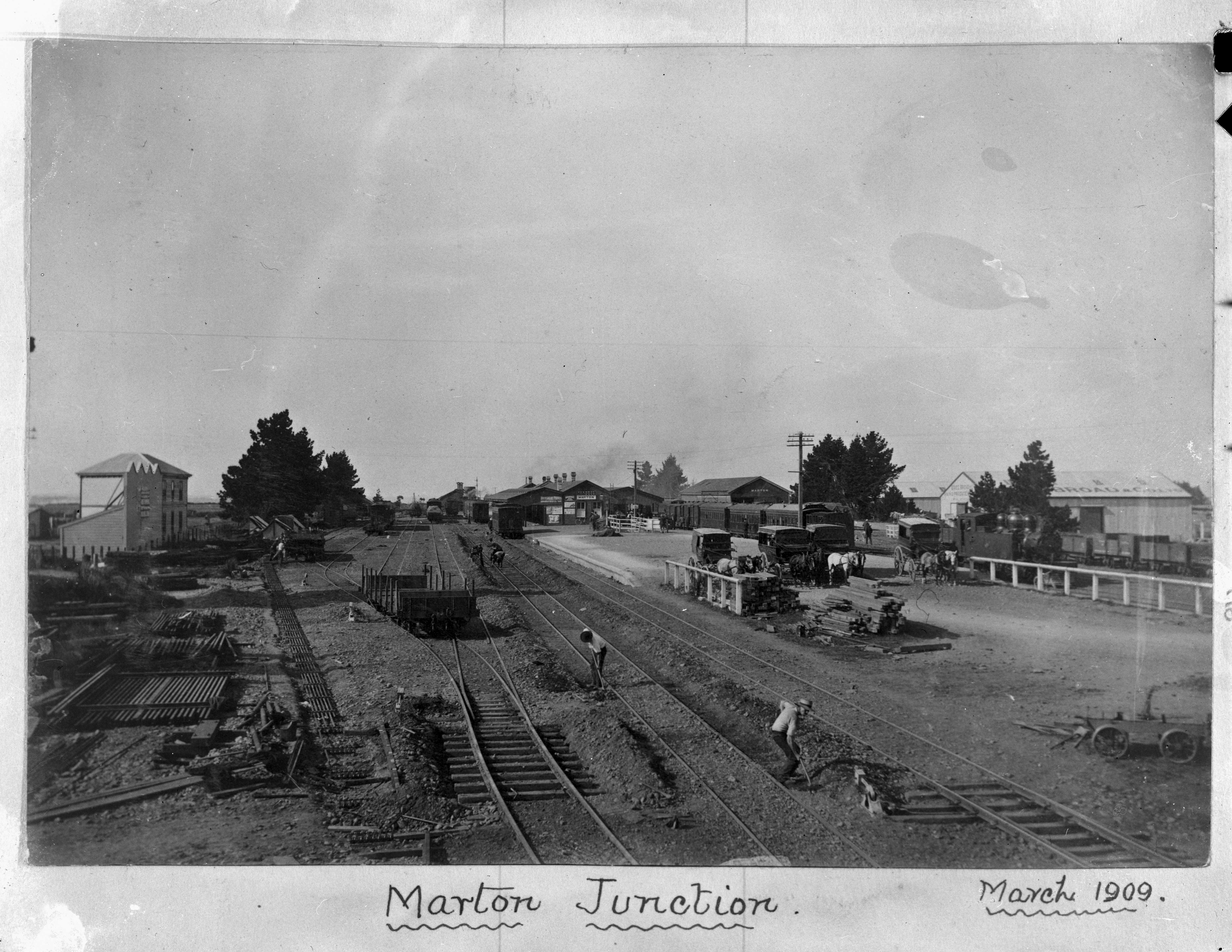
Abzweigbahnhof Marton (Strecke Marton–New Plymouth / North Island Main Trunk Railway)

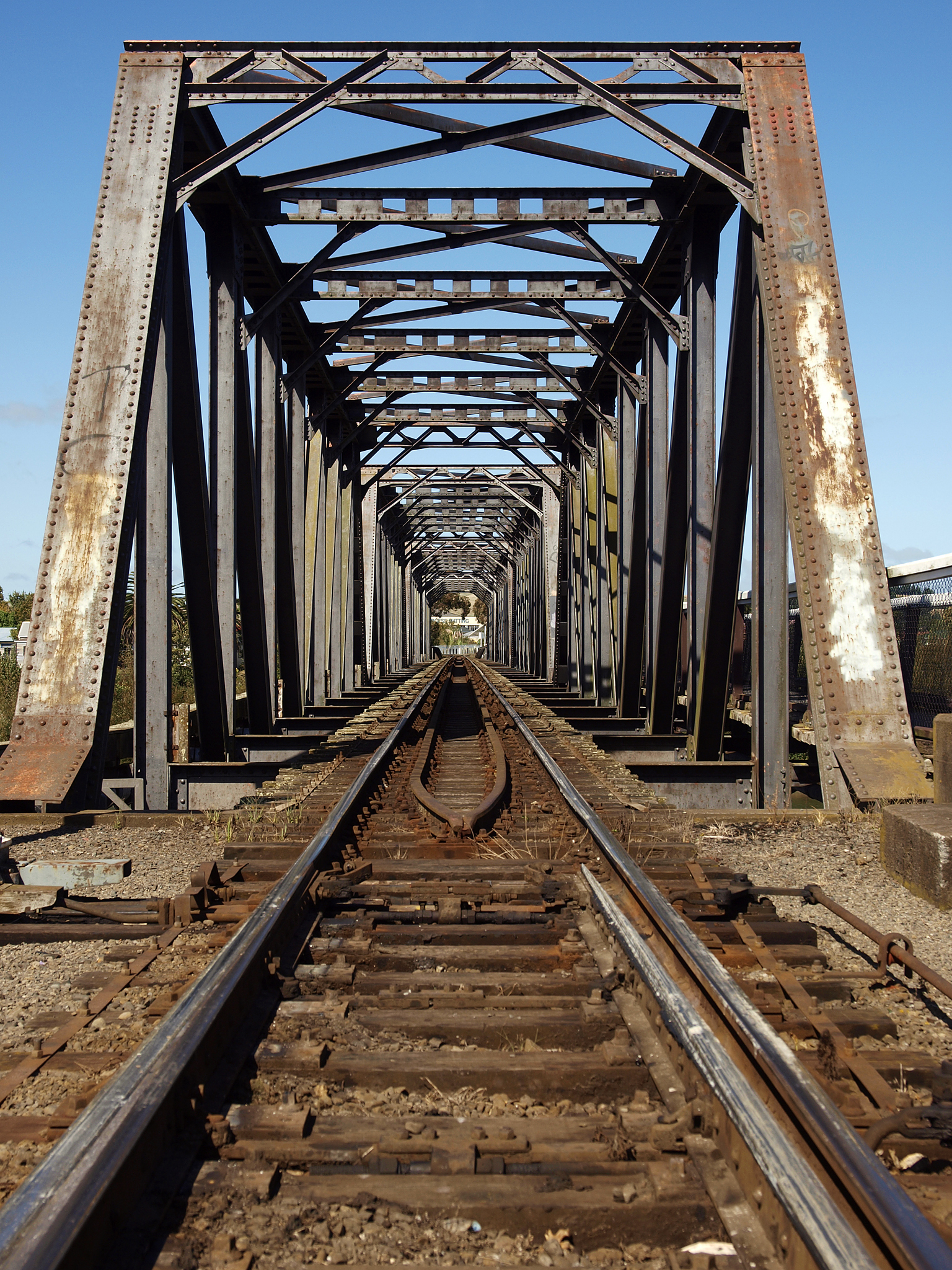
Brücke über den Whanganui bei Aramoho

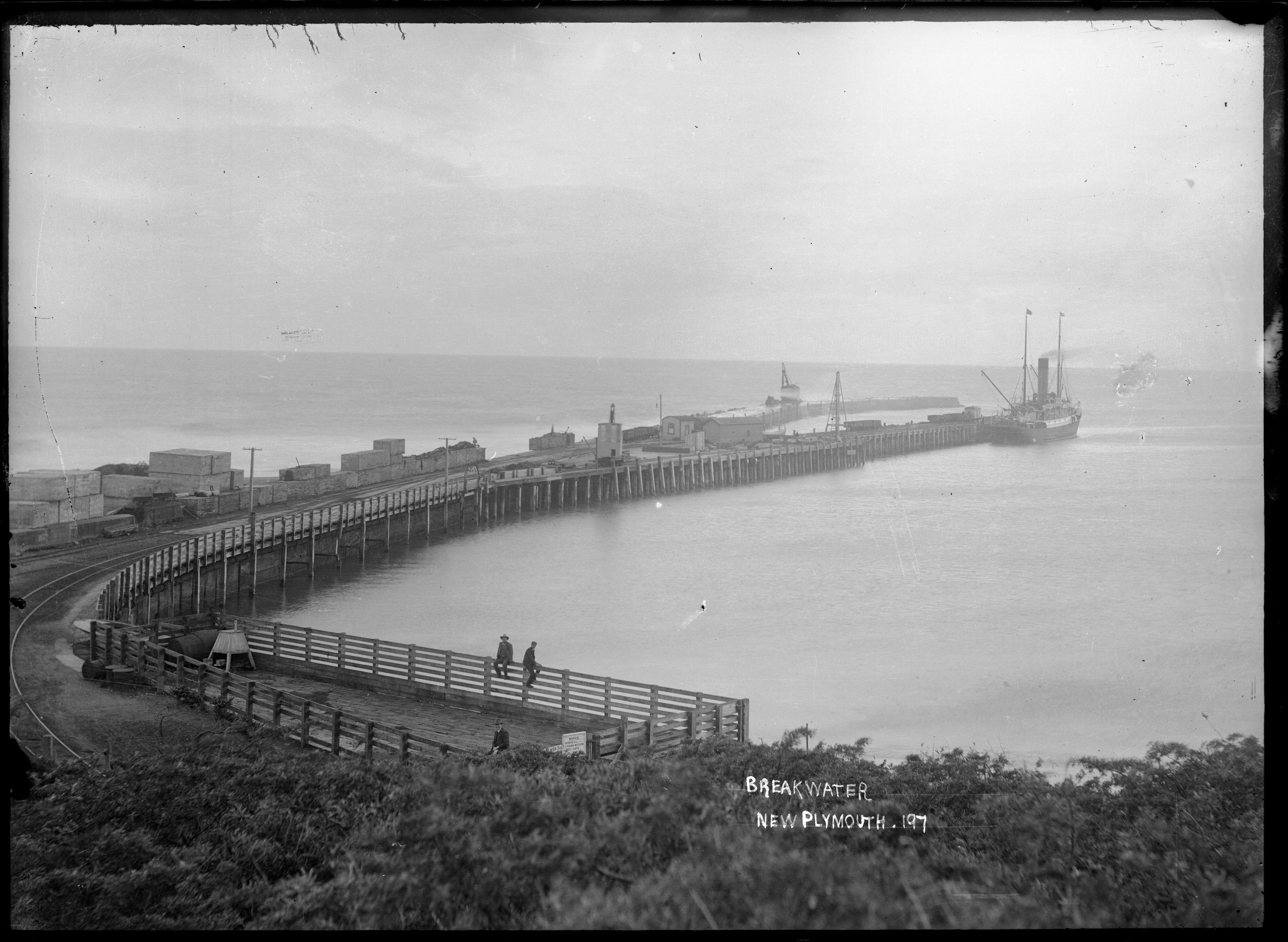
Breakwater: Hafenanschluss in New Plymouth, 1910

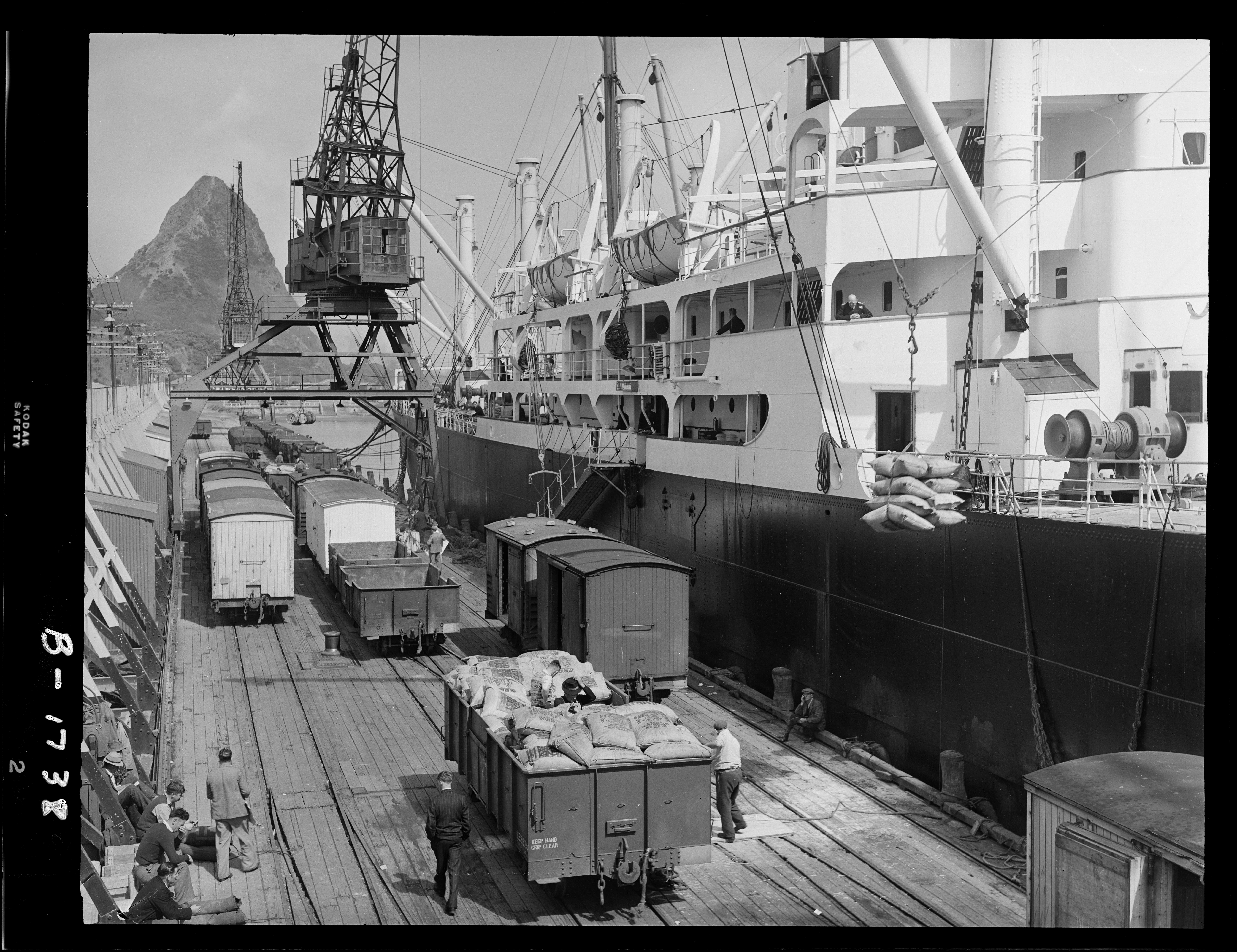
Umschlag von der Bahn aufs Schiff im Hafen von New Plymouth, 1951

Die Strecke verbindet die Regionen Taranaki und Manawatū-Whanganui. Bei Marton zweigt sie von der North Island Main Trunk Railway ab und verläuft entlang der südlichen Taranaki-Bucht an der Westküste, bevor sie ins Landesinnere abbiegt. Bei Stratford schloss die Bahnstrecke Stratford–Okahukura an, die heute nicht mehr befahren wird. Die Bahnstrecke Marton–New Plymouth führt weiter nach Norden und verzweigt sich: Ein kurzer Ast führt nach Waitara, der Hauptzweig nach New Plymouth.

## Bau
Mit dem Bau der Strecke wurde Mitte der 1870er Jahre an beiden Ende begonnen. Die beiden Teilstrecken trafen 1885 zwischen Hāwera und Manutahi aufeinander.

### Südliches Ende: Marton–Manutahi
Der südliche Teil der Strecke entstanden als Teil der Foxton and Wanganui Railway, die die Häfen Foxton und Wanganui mit dem Hinterland verbinden sollte. 1873 wurde die Trasse vermessen. Aufträge für den Bau wurden im folgenden Jahr vergeben, aber eine Epidemie führte 1875 dazu, dass die Arbeiten nur langsam voran kamen und der Einsturz eines Teils der Brücke über den Whanganui 1876 verschärfte die Situation noch. Der erste Abschnitt der heutigen Strecke Marton–New Plymouth wurde am 17. Mai 1877 eröffnet. Die Strecke führte durch schwieriges Gelände, die Täler des Whangaehu und des Turakina, nach Turakina. Diese Streckenführung war gewählt worden, um die Baukosten gering zu halten, die Trassenführung mit erheblichen Steigungen wurden aber von Anfang an kritisiert.
Am 21. Januar 1878 wurde eine Strecke von Wanganui nach Aramoho eröffnet. Sie bildete später die Zweigstrecke Wanganui–Aramoho der Strecke Marton–New Plymouth.
Der Abschnitt von Aramoho nach Kai Iwi, einschließlich der Westmere-Rampe, wurde am 28. Juni 1879 eröffnet. Die Steigung der Westmere-Rampe betrug im Schnitt 28,6 ‰, mit einem Höchstwert von 35,7 ‰. Dies war die steilste Stelle der gesamten Strecke. Außerdem gab es hier enge Kurven mit Kurvenradien von 100 m. Von Kai Iwi aus wurde Waitotara am 20. September 1880, Waverley am 23. März 1881, Manutahi und Pātea am 28. August 1883 erreicht. Von hier ging der Bau weiter, um die kleine, noch verbleibende Lücke zwischen dem südlichen und dem nördlichen Abschnitt zu schließen.

### Nördliches Ende: New Plymouth-Manutahi
Wie das südliche Ende entstand auch der erste Teil des nördlichen Streckenabschnitts als Teil einer anderen Strecke. Der Bau der späteren Waitara Branch begann am 21. August 1873. Die Strecke wurde am 14. Oktober 1875 fertiggestellt. Im folgenden Jahr begannen die Bauarbeiten südlich von Sentry Hill, der erste Abschnitt der Strecke Richtung Marton. Er wurde am 30. November 1877 bis Inglewood eröffnet, gefolgt von einer Verlängerung nach Stratford am 17. Dezember 1879. In den folgenden zwei Jahren wurden weitere kurze Abschnitte eröffnet, am 7. Februar 1881 nach Eltham. Am 1. August 1881 erreichte der erste Zug aus New Plymouth Hawera, obwohl die Strecke erst am 20. Oktober 1881 vom Staatsbauamt (Public Works Department) an das Eisenbahnministerium übergeben wurde. Der letzte Abschnitt von etwa 16 km von Hawera nach Manutahi führte durch zerklüftetes Land und erforderte Viadukte über den Tangahoe und den Manawapou. Aufgrund schlechten Wetters dauerten die Vermessungsarbeiten länger als erwartet, und 1882 waren die Bauaufträge trotz der bevorstehenden Fertigstellung des südlichen Abschnitts bis Manutahi immer noch nicht vergeben. Die Handelskammer von Wellington übte Druck auf das Staatsbauamt aus, um die Genehmigung des Abschnitts zu priorisieren, da sie befürchtete, dass der langsame Baufortschritt das Projekt, die beiden Teilstrecken zu verbinden, scheitern könnte. Der Lückenschluss erfolgte am 23. März 1885 und die Strecke von Marton nach New Plymouth war damit für den planmäßigen Verkehr befahrbar.
Bis 1908 war Waitara der offizielle Endpunkt der Strecke und die Strecke nach New Plymouth eine Zweigstrecke dazu. Ab 1908 war New Plymouth der offizielle Endpunkt und die Strecke nach Waitara die Zweigstrecke.

### Umbauten

#### Turakina
Die für den Eisenbahnbetrieb schwierige Streckenführung zwischen Turakina und Wanganui, wurde bei zunehmendem Verkehr immer problematischer. Mitte der 1930er Jahre hatte sich daraus ein ernsthafter Engpass entwickelt. Die Bahn beschloss, eine Umgehung zu bauen. 1937 wurde mit dem Bau einer neuen 16 km langen Strecke begonnen, die 23 km der ursprünglichen Strecke ersetzte. Das schloss zwei große Tunnelbauten ein, verminderte aber die Steigung um die Hälfte, von 28,6 ‰ auf 14,3 ‰, und ermöglichte es, ohne die engen Kurven auszukommen.
Aufgrund der Bedeutung des Projekts wurden die Arbeiten während des Zweiten Weltkriegs fortgesetzt, mit nur einer kurzen Pause 1942, als eine japanische Invasion als unmittelbar bevorstehend gefürchtet wurde. Schwierigkeiten beim Tunnelbau führten zu weiteren Verzögerungen. Die Umgehung wurde am 7. Dezember 1947 eröffnet. Auf der alten Strecke konnten Dampflokomotiven der Baureihe AB 175 Tonnen ziehen, auf der neuen Umgehung bis zu 420 Tonnen.
Das abgebaute Material der alten Strecke wurde für den Ausbau der Nebenstrecke Putaruru–Kinleith verwendet. Die alte Trasse wird heute überwiegend als O'Leary Road bei Fordell genutzt. Einige Bahnsteigkanten sind an den ehemaligen Standorten der Bahnhöfe erhalten.

#### Kai Iwi
Zu Beginn des 21. Jahrhunderts schränkte das schmale Lichtraumprofil im 70 m langen Tunnel Nr. 4 südlich von Kai Iwi den Güterverkehr ein, da Container von höchstens 2,6 m Höhe durch den Tunnel gefahren werden konnten. Im Dezember wurde ein Auftrag über 2,8 Mio. NZ$ für eine 992 m lange Umfahrung zur Beseitigung des Tunnels vergeben, so dass nun Züge mit 2,9 m hohen Containern befördert werden können. Die neue Umfahrung beseitigte auch eine dauerhafte Langsamfahrstelle mit einer Geschwindigkeitsbegrenzung auf 15 km/h.

### Heutiger Zustand
Nach der Betriebseinstellung auf der Strecke Stratford–Okahukura 2010 muss auch der gesamte Verkehr Richtung Norden über Palmerston North abgewickelt werden.

## Verkehr
Dampflokomotiven waren bis Anfang der 1960er Jahre die Hauptantriebskraft auf der Strecke. Im Personenverkehr wurden seit den späten 1930er Jahren auch Dieseltriebwagen verwendet. Anfang der 1960er Jahre wurden die Dampflokomotiven nach und nach durch Diesellokomotiven ersetzt. Die letzten Dampflokomotiven im Planeinsatz verkehrten hier 1966.

### Personenverkehr
Kurz nach der Fertigstellung des heutigen Südabschnitts der North Island Main Trunk Railway (damals die Bahnstrecke Wellington–Longburn) durch die Wellington and Manawatu Railway (WMR) am 3. November 1886 wurde der New Plymouth Express eingeführt. Er wurde gemeinsam von der privaten WMR und der Staatsbahn NZR betrieben. Der Nahverkehr wurde in erster Linie von langsamen gemischten Zügen bedient. Der Express verkehrte zunächst zweimal wöchentlich und hatte Anschluss an das Dampfschiff von New Plymouth nach Onehunga (Auckland). Ab 1901 verkehrte der Express täglich. 1908 wurde die WMR verstaatlicht und der Zug insgesamt von der NZR betrieben. Ab 1909 war die North Island Main Trunk Railway durchgehend befahrbar und auf den Dampfer-Anschluss nach Auckland konnte verzichtet werden.

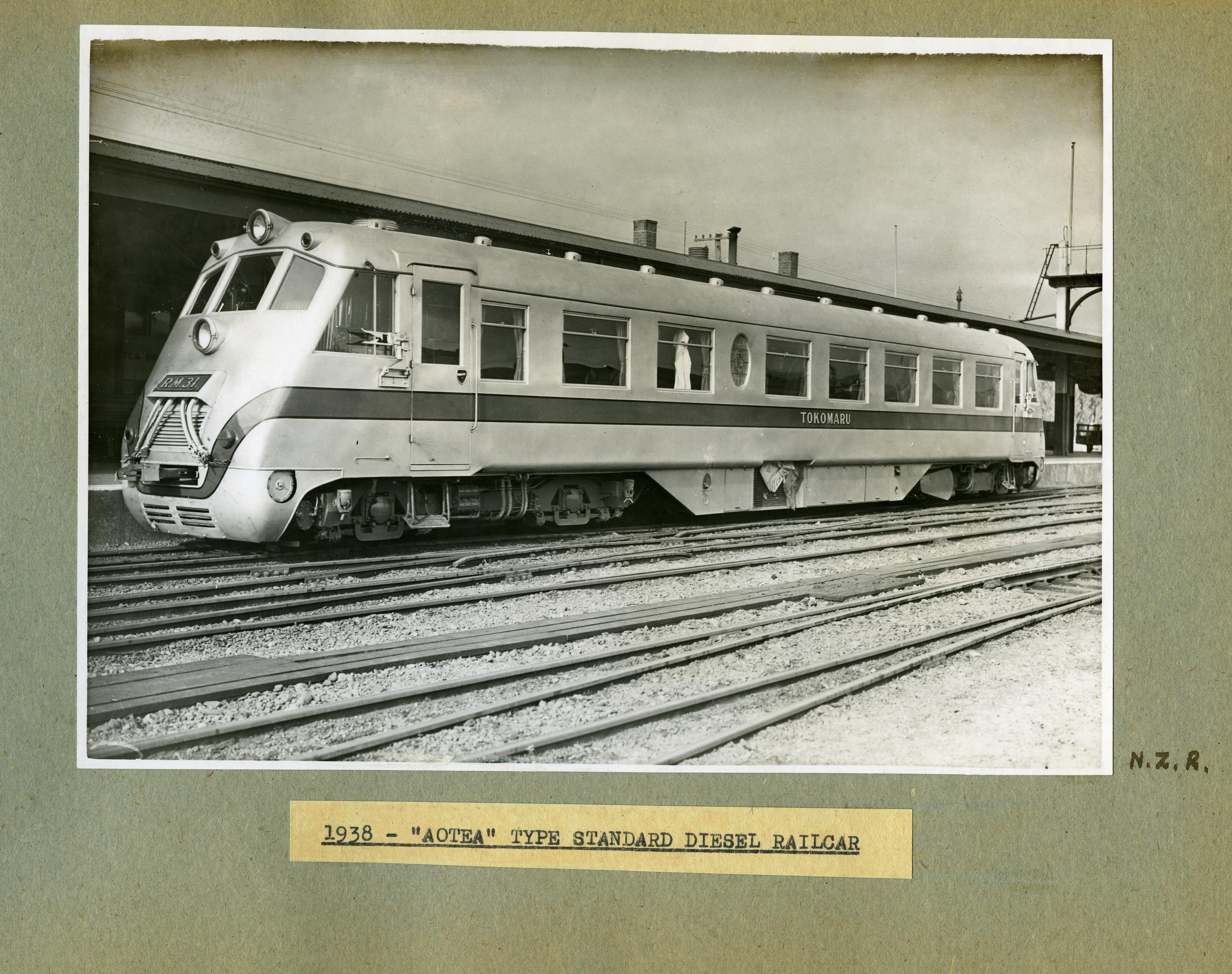
Triebwagen der Baureihe RM, wie er seit 1938 auf der Strecke zum Einsatz kam

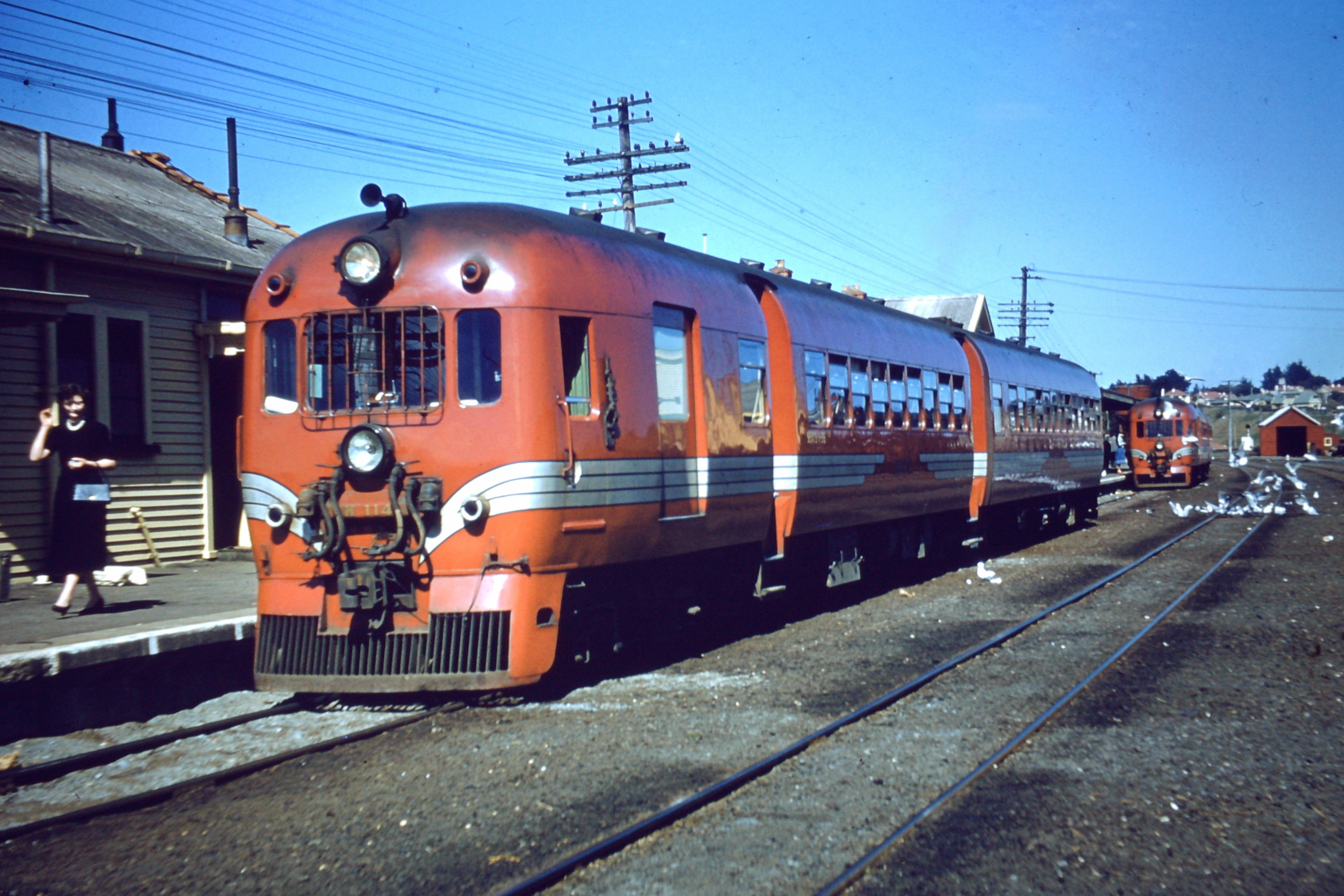
Das Nachfolgemodell: Baureihe RM mit 88 Sitzplätzen

1926 wurde der Taranaki Flyer zwischen Wanganui und Palmerston North eingeführt und ersetzte im Personenverkehr einen gemischten Zug. Zwei weitere gemischte Züge verkehrten täglich auf der Strecke südlich von New Plymouth. Mit der Eröffnung der Bahnstrecke Stratford–Okahukura 1933 wurde der New Plymouth Night Express zwischen Auckland und New Plymouth eingeführt, der die Strecke Marton–New Plymouth zwischen New Plymouth und Stratford nutzte. Er verkehrte dreimal wöchentlich, mit zusätzlichen Zügen zu Spitzenzeiten. Ab 1938 befuhren auch Triebwagen der RM-Klasse („Standard-Triebwagen“) die Strecke. Wegen der Steigungen auf dem ursprünglichen Turakina-Abschnitt und der Westmere-Rampe erhielten die Triebwagen jedoch besondere Getriebe, wodurch die Höchstgeschwindigkeit von 120 km/h auf 105 km/h reduziert wurde.
Die zunehmende Konkurrenz von Straße und Luft führte nach dem Zweiten Weltkrieg zu einem Rückgang der Passagierzahlen. Der New Plymouth Express und der Taranaki Flyer verkehrten zum letzten Mal am 31. Oktober 1955 und wurden durch RM-Standard-Triebwagen und Triebwagen der Baureihe RM mit 88 Sitzplätzen ersetzt. Auch der New Plymouth Night Express wurde ein Jahr später von Triebwagen der Baureihe RM mit 88 Sitzplätzen ersetzt. Der Triebwagen, der den Taranaki Flyer ersetzte, verkehrte zum letzten Mal am 7. Februar 1959, der New Plymouth Night Express wurde 1971 eingestellt. Die anderen Verbindungen bestanden, bis zum 30. Juli 1977, als der gesamte Personenverkehr zwischen Wellington und New Plymouth eingestellt wurde. 1978 wurden die Triebwagen zwischen New Plymouth, Stratford und Taumarunui durch einen mit einer Diesellokomotive bespannten Zug ersetzt. Er verkehrte am 21. Januar 1983 zum letzten Mal und war der letzte planmäßige Personenzug, der einen Abschnitt der Strecke Marton–New Plymouth nutzte.

### Güterverkehr
In den Anfangsjahren der Strecke war der Güterverkehr eine eher lokale Angelegenheit, zwischen den Häfen und ihrem Hinterland. Nur ein Güterzug verkehrte täglich über die gesamte Strecke und das nur werktags. Einige weitere Güterzüge verkehrten auf einzelnen Streckenabschnitten. Im Laufe des 20. Jahrhunderts entwickelte sich der Güterfernverkehr allmählich, begünstigt durch den Niedergang der Küstenschifffahrt und die Notwendigkeit, Güter zu Häfen in anderen Regionen zu transportieren.
Heute befahren die Gesamtstrecke werktäglich zwei Güterzüge zwischen Palmerston North und New Plymouth und zwischen Palmerston North und Whareroa verkehren täglich bis zu drei Zugpaare. Ein erheblicher Anteil des Frachtaufkommens ist Milch. Nach der Eröffnung eines Binnenhafens in Wanganui 2010 durch Open Dairy besteht eine tägliche Verbindung von und nach Palmerston North über die Zweigstrecke nach Wanganui.

### Zwischenfälle
Am 26. März 1938 entgleiste bei Ratana ein Verstärkungszug im Oster-Reiseverkehr in einer Kurve, die der Lokomotivführer mit zu hoher Geschwindigkeit nahm, weil er sich aufgrund von Nebel wohl darüber irrte, in welchem Abschnitt der Strecke der Zug sich genau befand. Sieben Menschen starben, 40 wurden darüber hinaus verletzt.